# Pélagos

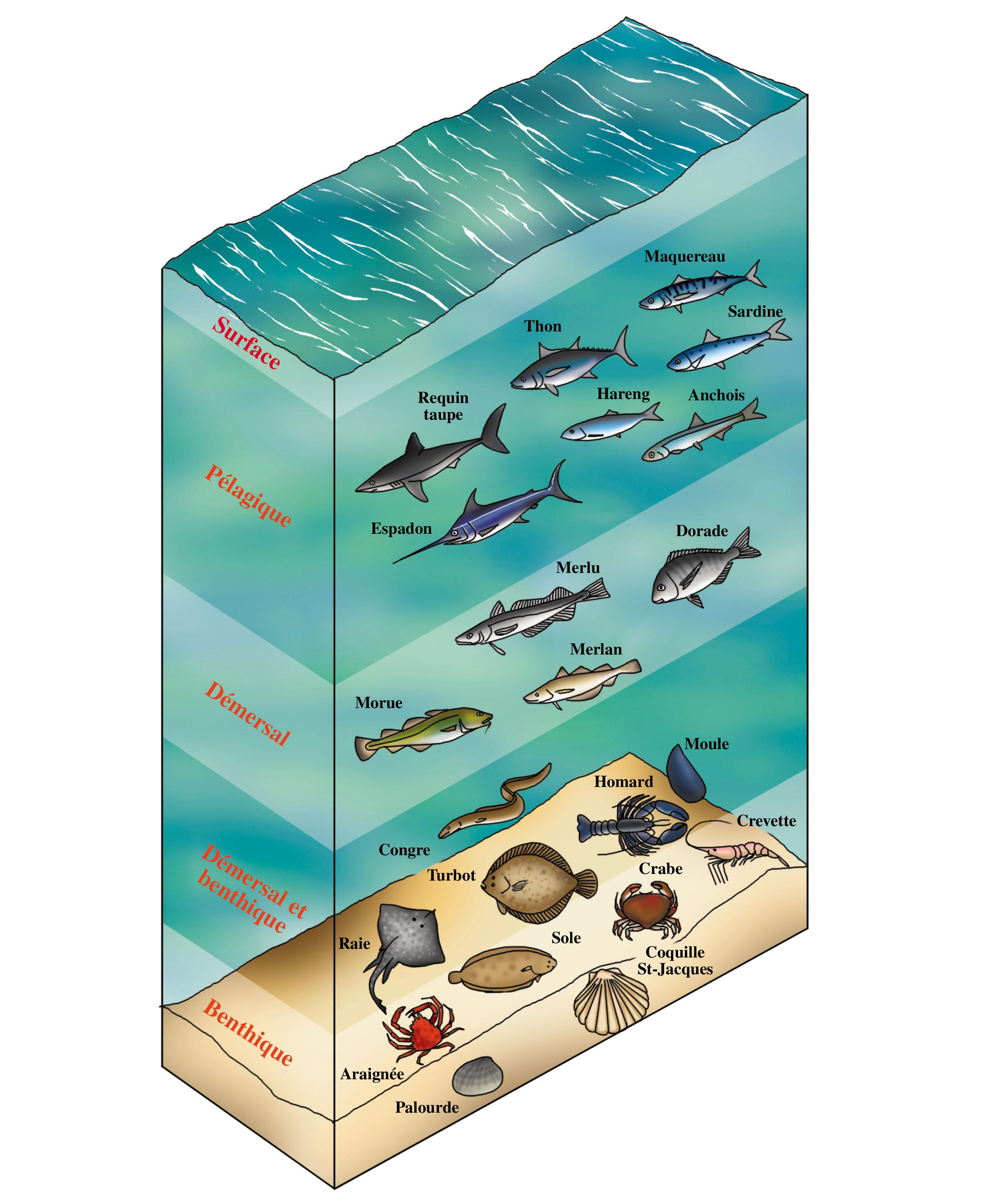
La colonne d'eau et ses différents étages d'espèces.

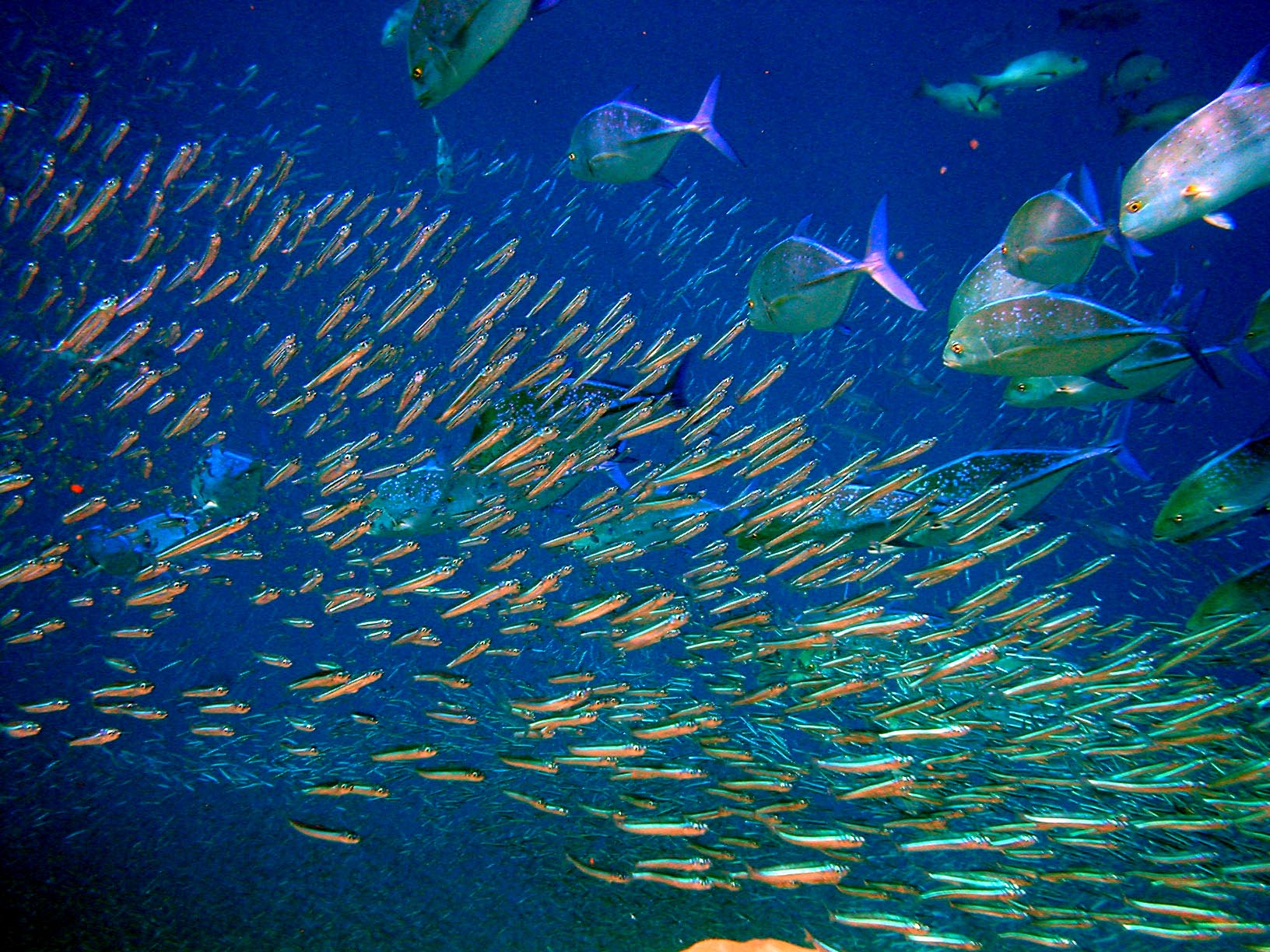
Banc de poissons pélagiques aux Maldives.

Le pélagos est l'ensemble des organismes aquatiques (marins ou dulcicoles) qui occupent, dans une « colonne d'eau », la profondeur la plus proche de la surface, par opposition au benthos qui vit à proximité du fond. L'étymologie de ce mot vient du grec πέλαγος / pélagos (« la haute mer »).

## Pélagique
L'adjectif pélagique dérive de pélagos pour préciser qu'une espèce vit en pleine mer en effectuant tout son cycle de vie en surface ou dans la colonne d'eau proche de la surface. Il s'oppose à l'adjectif benthique dérivé de benthos pour désigner une espèce vivant sur, ou à proximité, du fond marin.
Un chalut pélagique est utilisé dans la colonne d'eau : il n'est pas traîné sur le fond.

## Biomasse
Le pélagos est constitué du necton, qui peut se déplacer contre le courant, et du plancton, qui ne peut lutter contre celui-ci mais peut se déplacer verticalement dans la colonne d'eau.